# Helichrysum adenocarpum
Espèce
Classification phylogénétique
Helichrysum adenocarpum est une espèce de plantes de la famille des Asteraceae.
C'est une plante rampante ou semiérigée pouvant atteindre 40 cm de haut.
Elle est originaire d'Afrique du Sud, du Mozambique et du Zimbabwe.